# Coppia omicida
Coppia omicida è un film del 1998 diretto da Claudio Fragasso.

## Trama
Dario e Luciana, sposati da poco, sono senza figli e conducono una vita tranquilla. I due incontrano Carla e Domenico, piccoli borghesi durante la giornata, spietati killer di notte, pronti a compiere una carneficina in pieno centro per eliminare un testimone. Il primo impulso è quello di chiamare la polizia, ma Dario e Luciana vengono lentamente coinvolti nel gioco retto da un altro personaggio, gelido e sadico.